# Furcraea parmentieri
Furcraea parmentieri là một loài thực vật có hoa trong họ Măng tây. Loài này được (Roezl) García-Mend. mô tả khoa học đầu tiên năm 2000.